# 第2次マンモハン・シン内閣
第2次マンモハン・シン内閣（だいにじマンモハン・シンないかく、英語: Second Manmohan Singh ministry）は、インド国民会議派のマンモハン・シンが首相に任命され、2009年5月22日から2014年5月26日まで続いたインドの内閣である。2009年インド総選挙の結果を受けて、インド国民会議派を中心とする政党連合・統一進歩同盟を与党とする政権として発足した。

## 閣僚
| 役職                     | 氏名                               | 画像 | 所属政党 | 所属政党         |
| ------------------------ | ---------------------------------- | ---- | -------- | ---------------- |
| 首相                     | マンモハン・シン                   |      |          | インド国民会議   |
| 原子力大臣               | マンモハン・シン                   |      |          | インド国民会議   |
| 宇宙大臣                 | マンモハン・シン                   |      |          | インド国民会議   |
| 人事・公的苦情・年金大臣 | マンモハン・シン                   |      |          | インド国民会議   |
| 計画大臣                 | マンモハン・シン                   |      |          | インド国民会議   |
| 国防大臣                 | Ａ．Ｋ．アントニー                 |      |          | インド国民会議   |
| 農業大臣                 | シャラド・パワール                 |      |          | 国民会議党       |
| 財務大臣                 | P・チダンバラム                    |      |          | インド国民会議   |
| 外務大臣                 | サルマン・クルシード               |      |          | インド国民会議   |
| 内務大臣                 | スシル・クマール・シンデ           |      |          | インド国民会議   |
| 通信・IT大臣             | カピル・シバル                     |      |          | インド国民会議   |
| 法務大臣                 | カピル・シバル                     |      |          | インド国民会議   |
| 人的資源開発大臣         | パッラム・ラジュ                   |      |          | インド国民会議   |
| 住宅・都市貧困開発大臣   | ジリジャ・ビャス                   |      |          | インド国民会議   |
| 民間航空大臣             | アジット・シン                     |      |          | 全国ローク・ダル |
| 鉱山大臣                 | ディンシャ・パテル                 |      |          | インド国民会議   |
| 商工大臣                 | アナンド・シャーマ                 |      |          | インド国民会議   |
| 繊維大臣                 | Kavuru Samba Siva Rao              |      |          | インド国民会議   |
| 石油・天然ガス大臣       | ベアーラッパ・モイリー             |      |          | インド国民会議   |
| 文化大臣                 | チャンドレッシュ・クマリ・カトック |      |          | インド国民会議   |
| 水資源大臣               | ハリッシュ・ラワット               |      |          | インド国民会議   |
| 農村開発大臣             | ジャイラム・ラメシュ               |      |          | インド国民会議   |
| 都市開発大臣             | カマル・ナート                     |      |          | インド国民会議   |
| 議会担当大臣             | カマル・ナート                     |      |          | インド国民会議   |
| 海外居住インド人担当大臣 | バヤラー・ラヴィ                   |      |          | インド国民会議   |
| 保健・家庭福祉大臣       | グラーム・ナビ・アザッド           |      |          | インド国民会議   |
| 重工業・公企業大臣       | プラフル・パテル                   |      |          | 国民会議党       |
| 農村自治大臣             | キショア・チャンドラ・デオ         |      |          | インド国民会議   |
| 部族大臣                 | キショア・チャンドラ・デオ         |      |          | インド国民会議   |
| 科学技術大臣             | ジャイパル・レッディ               |      |          | インド国民会議   |
| 地球科学大臣             | ジャイパル・レッディ               |      |          | インド国民会議   |
| 道路交通・高速道路大臣   | オスカー・フェルナンデス           |      |          | インド国民会議   |
| 労働・雇用大臣           | オスカー・フェルナンデス           |      |          | インド国民会議   |
| 鉄道大臣                 | マリカージャン・カージ             |      |          | インド国民会議   |
| 社会正義・権限付与大臣   | マリカージャン・カージ             |      |          | インド国民会議   |
| 船舶大臣                 | G・K・バサン                       |      |          | インド国民会議   |
| 鉄鋼大臣                 | ベニー・プラサード・バーマ         |      |          | インド国民会議   |
| 石炭大臣                 | Shriprakash Jaiswal                |      |          | インド国民会議   |
| マイノリティ大臣         | K・ラーマン・カーン                |      |          | インド国民会議   |